# John McClelland (empresario)
John Ferguson McClelland, CBE, FRSE, FRSA (nacido en 1945 en Glasgow) es un empresario escocés y expresidente del Rangers F.C.

## Carrera empresarial
McClelland pasó 35 años en la industria electrónica internacional ocupando cargos directivos de alto nivel en varias de las principales corporaciones del sector, adquiriendo una amplia experiencia en operaciones comerciales en todas las geografías. En IBM fue Vicepresidente de Operaciones Mundiales para su división de ordenadores personales antes de unirse a Digital Equipment Corporation en 1995, donde fue Vicepresidente Senior responsable de todas las actividades operativas a nivel mundial de Digital.
Tras su nombramiento en el Consejo de Philips Consumer Electronics como Director Industrial Global, se unió a 3Com Corporation donde fue ejecutivo corporativo y, posteriormente, Presidente de su Empresa de Redes Comerciales. Fue Presidente del Consejo de Financiación de la Educación Superior y Superior de Escocia y expresidente del Comité de Tecnología e Innovación del CBI.
Durante su carrera, desarrolló una amplia experiencia y un gran interés en la adquisición y operaciones de cadena de suministro, siendo reconocido como un destacado profesional en este campo. En 2006, llevó a cabo una revisión de la adquisición del sector público en Escocia en nombre del Gobierno escocés. Esta revisión sentó las bases de una importante reforma continua de la adquisición pública en Escocia.
También ha ayudado al Gobierno de la Asamblea de Gales en la búsqueda de mejoras en las estructuras y prácticas de adquisición pública como Presidente de NQC Limited y está involucrado en varios proyectos estratégicos de adquisición en todo el Reino Unido.

## Director del Rangers FC
McClelland fue nombrado director del Rangers Football Club en octubre de 2000 y vicepresidente en noviembre de 2001. Fue Presidente Ejecutivo del club entre 2002 y 2004, desempeñando así los roles de Director Ejecutivo y Presidente. Fue sucedido y reemplazado por David Murray en ambas ocasiones. En 2002, Murray había renunciado a la presidencia y limitado su participación diaria en la gestión del club, con McClelland haciéndose cargo, solo para que Murray regresara en agosto de 2004 para liderar una nueva emisión de acciones. En julio de 2008, McClelland asumió el cargo de vicepresidente de la Asociación de Clubes Europeos, junto con Joan Laporta del Barcelona y Umberto Gandini del AC Milan.
El 17 de octubre de 2011, McClelland y John Greig renunciaron a sus cargos como directores no ejecutivos en Ibrox. La pareja dijo que se habían sentido aislados tras la adquisición de Rangers por Craig Whyte en mayo de ese año.

## Vida personal
En 1994, fue nombrado CBE por sus servicios a la industria y la educación. Se convirtió en Fellow de la Royal Society of Edinburgh en 1995 y fue Vicepresidente entre 2009 y 2012. Es miembro del Institute of Management.